# Lion's Den

Lion's Den est un court-métrage américain de 25 minutes, réalisé par Bryan Singer et John Ottman, sorti en 1988. Il s'agit du premier film de Bryan Singer, à 23 ans.

## Synopsis
C'est l'histoire de cinq amis qui se retrouvent après la fin du premier semestre d'université.

## Distribution
- Ethan Hawke
- Bryan Singer[1]
- Brandon Boyce
- Dylan Kussman

## À propos du film
- Bryan Singer et Ethan Hawke se sont connus enfants dans le New Jersey. Hawke a accepté de jouer dans ce film alors qu'il joue parallèlement dans Mon père avec Jack Lemmon[1].
- Bryan Singer avait un trac fou, aussi d'après Ottman devait-il être saoulé au gin afin d'être relaxé avant de jouer[1].
- Ethan Hawke et Dylan Kussman se retrouveront quelques mois après sur le tournage de Le Cercle des poètes disparus.
- John Ottman deviendra ensuite le monteur et compositeur de la plupart des films de Bryan Singer